# Centre de control regional

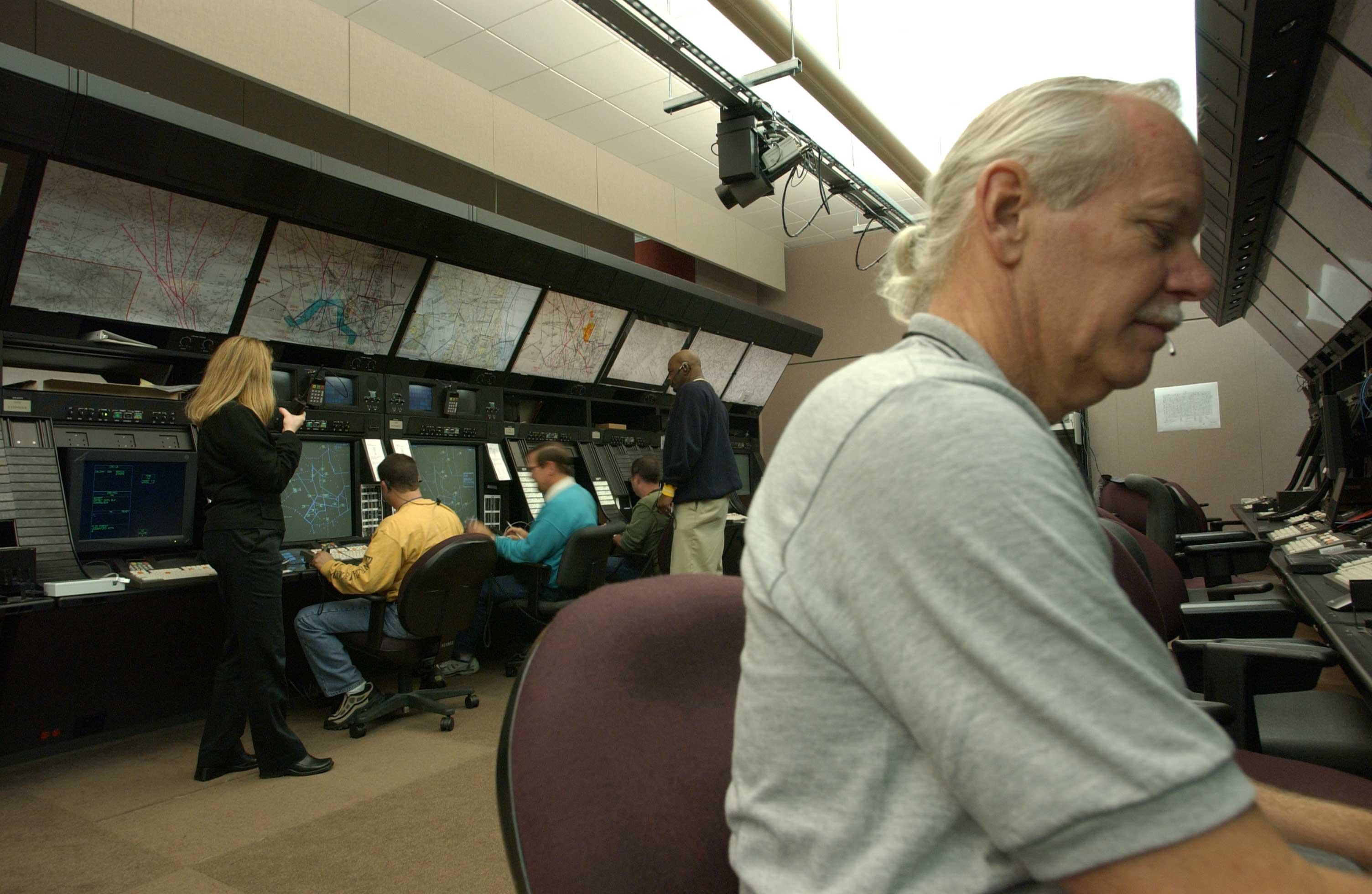
Centre de control del trànsit aeri de Washington

En el camp del control del trànsit aeri, un Centre de control regional o Area Control Center en anglès, abreujat amb el terme ACC, és un centre regional que garanteix la seguretat del trànsit aeri.
A cada centre, l'espai aeri és dividit en sectors i administrat específicament per garantir la millor distribució possible del trànsit. Aquesta divisió es fa tant a nivell de vols (franges d'altituds) o per zones geogràfiques, o més sovint amb una combinació de totes dos.
A cada sector hi treballen generalment dos controladors; la missió d'un és transmetre instruccions als pilots (executive controller / operador de radar); l'altre s'ocupa de les coordinacions telefòniques i de la planificació (planning controller / controlador orgànic).
A un ACC, també podem trobar sectors involucrats en la informació de vol (control de vols VFR, informacions als pilots sobre el temps, zones perilloses, etc.), sectors militars i llocs dedicats a la gestió dels fluxos de trànsit (Flow Management).